# ملخیور وتسل
ملخیور وتسل (آلمانی: Melchior Wezel؛ زادهٔ ۱۶ نوامبر ۱۹۰۳) ژیمناست هنری اهل سوئیس است.
از افتخارات وی میتوان به کسب مدال طلا بخش تیمی در بازی‌های المپیک تابستانی ۱۹۲۸ اشاره کرد.